# Partido Demócrata Cristiano (España)
Partido Demócrata Cristiano (PDC) fue un partido político español fundado el 4 de abril de 1977 y dirigido por Fernando Álvarez de Miranda y José Almagro Nosete que surgió de la fusión del Partido Popular Demócrata Cristiano (PPDC), liderado por Alvárez de Miranda, y de Unión Democrática Española. Su ideología era democristiana y centrista.
Su eslogan era El Centro que levantó Europa y su comité político nacional se encontraba en la calle Agustín de Foxá 27-1, en Madrid.

## Historia
Fue presentado oficialmente el 13 de abril de 1977. Su presidente fue Fernando Álvarez de Miranda, el cual fue elegido diputado en 1977 y 1979, y su secretario general era Íñigo Cavero, antiguo miembro del PPDC.
En 1977 se acercó a las formaciones de centro y se presentó a las elecciones generales españolas de 1977 como parte de Unión de Centro Democrático (UCD). En 1977 permitió que fueran elegidos 17 diputados del PDC que formaban parte de la coalición de UCD.
El 12 de diciembre de 1977 el partido acordó disolverse para formar parte de UCD, lo cual fue oficializado el 7 de febrero de 1978.